# تحكم تثبيطي
التحكم التثبيطي ويسمى كذلك تثبيط الاستجابة، هو عملية إدراكية وبشكل أدق وظيفة تنفيذية تسمح للفرد بتثبيط ومنع نزواته وتثبيط الاستجابات السائدة أو الطبيعة، والاعتيادية للمنبهات (الاستجابة الأكثر قوة) في سبيل اختيار السلوك الأنسب الذي يتسق مع تحقيقه لأهدافه. ضبط النفس هو جانب مهم من التحكم التثبيطي. على سبيل المثال: التثبيط الناجح للاستجابة السلوكية الطبيعية المتمثلة في تناول كعكة حين يشتهيها الفرد بشدة أثناء اتباعه حمية غذائية يتطلب استعمال التحكم التثبيطي.
معروف أن القشرة أمام جبهية، النواة الذنبية، ونواة أسفل المهاد تنظم التحكم التثبيطي الإدراكي. يعتل التحكم التثبيطي عند الإصابة بالإدمان واضطراب نقص الانتباه مع فرط النشاط (ADHD). لدى البالغين الأصحاء والأفراد المصابين بالـADHD، يتحسن التحكم التثبيطي في المدى القصير مع جرعات (علاجية) منخفضة من الميثيل فينيدات أو الأمفيتامين. يمكن أن يُحسَّن التحكم التثبيطي كذلك على المدى الطويل عبر التمارين الرياضية الثابتة.